# Ezequiel Baptista
Pour les articles homonymes, voir Baptista.
Ezequiel Baptista, de son nom complet Ezequiel Monteiro Baptista, est un footballeur portugais né le 27 mars 1926. Il évoluait au poste de milieu de terrain.

## Biographie

### En club
Ezequiel Baptista découvre la première division portugaise lors de la saison 1949-1950,.
De 1951 à 1957, il est joueur du Sporting Braga,.
Ezequiel Baptista raccroche les crampons après une dernière saison 1957-1958 sous les couleurs du Leixões SC,.
Il dispute un total de 121 matchs pour 19 buts marqués en première division portugaise,. 

### En équipe nationale
International portugais, il reçoit une unique sélection en équipe du Portugal le 19 décembre 1954, il dispute un match amical contre l'Allemagne de l'Ouest (défaite 0-3 à Oeiras).